# Gawriił Żukow
Gawriił Wasiljewicz Żukow (ros. Гавриил Васильевич Жуков; ur. 12 marca?/24 marca 1899 we wsi Bieriozowyj Gaj, zm. 8 stycznia 1957 w Odessie) – radziecki wojskowy z okresu II wojny światowej, wiceadmirał.

## Życiorys
Urodził się we wsi Bieriozowyj Gaj w obwodzie samarskim.
W kwietniu 1918 roku wstąpił do oddziału marynarzy Armii Czerwonej i brał udział w walkach z oddziałami białogwardyjskimi w pod Samarą, Symbirskiem i Kazaniem w składzie Wołżańskiej i Wołżańsko-Kaspijskiej Flotylli Wojskowej. Zaczynając jako marynarz, następnie był cekaemistą, szefem sztabu oddziału marynarzy i adiutantem dowódcy oddziału. W maju 1919 roku został dowódcą kanonierki „Tierrorist”, a w sierpniu 1920 kanonierki „Altfatier”.
Po zakończeniu wojny domowej w październiku 1921 roku skierowano go do Wyższej Szkoły Marynarki Wojennej, którą ukończył w maju 1925 roku. Po jej ukończeniu został oficerem artylerii na niszczycielu „Zinowjew” a później na niszczycielu „Artiom” Floty Bałtyckiej. W latach 1926–1927 uczęszczał na wyższy kurs dowódców sił morskich Armii Czerwonej, po jego ukończeniu został zastępcą dowódcy Floty Bałtyckiej ds. artylerii, funkcję tę pełnił do 1928 roku. Potem został przeniesiony do Floty Czarnomorskiej i został dowódcą kanonierki „Krasnaja Abchazija”, a od 1930 do 1933 roku dowódcą kanonierki „Lenin” i okrętu patrolowego „Mietiel”, a w latach 1933–1937 dowódcą kanonierki „Krasnoje znamia”.
W połowie 1936 roku wyjechał do Hiszpanii, uczestniczył w wojnie domowej po stronie wojsk republikańskich i w okresie od września 1936 do sierpnia 1937 roku był doradcą dowódcy marynarki wojennej wojsk republikańskich. Po powrocie z Hiszpanii ukończył Wyższy Kurs Doskonalący przy Akademii Marynarki Wojennej im. Woroszyłowa, po czym został dowódcą będącego w budowie krążownika „Maksim Gor´kij”. Jeszcze przed zakończeniem budowy odszedł z tego stanowiska i został dowódcą oddziału okrętów szkolnych Floty Bałtyckiej.
W październiku 1939 roku został komendantem Północno-Zachodniego Rejonu Obronnego Floty Czarnomorskiej, a od marca 1940 roku komendantem Odeskiej Bazy Morskiej Floty Czarnomorskiej.
Po ataku Niemiec na ZSRR nadal pełnił funkcję komendanta Odeskiej Bazy Morskiej i jednocześnie był dowódcą garnizonu Odessy. W sierpniu 1941 roku, gdy Odessa została okrążona przez wojska rumuńskie i niemieckie w dniu 19 sierpnia został utworzony Odeski Rejon Obronny, którego został dowódcą dowodząc od tego momentu obroną Odessy do momentu ewakuacji z niej wojsk w dniu 16 października 1941 roku.
Po zakończeniu ewakuacji Odessy został zastępcą dowódcy Floty Bałtyckiej ds. obrony głównej bazy floty i równocześnie od listopada 1941 roku dowódcą głównej bazy Floty Czarnomorskiej w Tuapse, funkcję tę sprawował do marca 1943 roku. Po odwołaniu z tego stanowiska był w dyspozycji dowództwa Marynarki Wojennej.
W maju 1943 roku został komendantem Ostrowskiej Bazy Morskiej Floty Bałtyckiej i funkcję tę sprawował do stycznia 1945 roku. Przechodzi wtedy do Floty Czarnomorskiej i zostaje dowódcą Odeskiej Bazy Morskiej, a następnie dowódcą Północno-Zachodniej Strefy Obronnej Floty Czarnomorskiej funkcję tę pełni do stycznia 1946 roku.
W latach 1946–1948 pełnił funkcję komendanta Południowej Strefy Obronnej 5 Floty. We wrześniu 1948 roku został komendantem Czarnomorskiej Wyższej Szkoły Marynarki Wojennej i funkcję tę pełnił do 1950 roku, gdy zachorował.
W 1951 roku z powodu stanu zdrowia został przeniesiony do rezerwy, zamieszkał w Odessie, gdzie zmarł.

## Awanse
- kontradmirał (4 czerwca 1940)
- wiceadmirał (5 listopada 1944)

## Odznaczenia
- Order Lenina (trzykrotnie)
- Order Czerwonego Sztandaru (czterokrotnie)
- Order Nachimowa I st.